# 용하초등학교
용하초등학교는 대한민국 강원특별자치도 양구군 국토정중앙면 용하리에 있는 초등학교다.

## 학교 연혁
- 1931년 4월 1일 청룡공립보통학교 개교
- 1938년 4월 1일 용하공립심상소학교 교명 변경
- 1941년 4월 1일 용하공립국민학교 교명 변경
- 1954년 5월 25일 수복 개교
- 1987년 3월 1일 학수분교장, 원리분교장 본교와 통폐합
- 1996년 3월 1일 용하초등학교로 개명
- 1998년 3월 1일 두무분교장 본교와 통폐합
- 1998년 9월 11일 신축 교사 준공
- 2005년 2월 28일 광덕초등학교 본교와 통폐합
- 2020년 1월 3일 제77회 졸업식(총 2,812명 졸업)

## 참고 자료
- 용하초등학교 - 한국교육학술정보원 학교알리미